# Labarrère
Labarrère korábbi község Franciaországban, Gers megyében. Lakosainak száma 195 fő (2018. január 1.). Labarrère Montréal, Sainte-Maure-de-Peyriac és Saint-Pé-Saint-Simon községekkel határos.
2016. január 1-jén Castelnau-d’Auzan korábbi községgel egyesült és az így létrejött Castelnau d’Auzan Labarrère új község része lett.

## Népesség
A település népességének változása:
| Lakosok száma | 348  | 323  | 251  | 249  | 250  | 219  | 215  | 212  | 211  | 195  |
|               | 1962 | 1968 | 1982 | 1990 | 1999 | 2008 | 2011 | 2013 | 2017 | 2018 |